# Barbula corsica
Barbula corsica là một loài rêu trong họ Pottiaceae. Loài này được (Bruch & Schimp.) Kindb. mô tả khoa học đầu tiên năm 1897.